# Chucky Atkins
Pour les articles homonymes, voir Atkins.
Kenneth Lavon « Chucky » Atkins, né le 14 août 1974 à Orlando, Floride, est un joueur américain de basket-ball.

## Biographie
Atkins n'est pas drafté à sa sortie de l'université du Sud de la Floride, faisant ses débuts professionnels au Cibona Zagreb en Croatie de 1997 à 1999. En 1996-97, il joue pour l'équipe défunte des Bobcats de La Crosse en Continental Basketball Association (CBA). Il commence sa carrière en National Basketball Association (NBA) en 1999 avec le Magic d'Orlando. Il joue ensuite pour les Pistons de Détroit et les Celtics de Boston. En 2004, il fait partie d'un transfert qui envoie Gary Payton à Boston et Atkins aux Lakers de Los Angeles. Il est ensuite transféré avec Caron Butler aux Wizards de Washington en échange de Kwame Brown et Laron Profit lors de l'intersaison 2005. Atkins a une moyenne de 10,7 points par match en carrière.
Les Wizards mettent fin à son contrat le 18 janvier 2006. Le 23 janvier 2006, il signe en tant qu'agent libre (free agent) avec les Grizzlies de Memphis, remplaçant Damon Stoudamire, alors blessé.
En juillet 2007, il signe comme free agent avec les Nuggets de Denver mais une hernie le tient éloigné des terrains.
Début janvier 2009, il est échangé contre le pivot français Johan Petro et rejoint le Thunder d'Oklahoma City.
Atkins signe enfin avec les Pistons de Détroit le 28 septembre 2009.